# Með vættum
Með vættum è il terzo album in studio del gruppo folk metal islandese Skálmöld, pubblicato l'11 novembre 2014 dalla Napalm Records.

## Tracce
Testi e musiche di Skálmöld.
1. Að vori – 3:08
2. Með fuglum – 6:29
3. Að sumri – 5:11
4. Með drekum – 7:29
5. Að hausti – 3:53
6. Með jötnum – 9:43
7. Að vetri – 5:25
8. Með griðungum – 9:05

Tracce bonus della Digipak Edition
1. Sleipnir (live) – 6:26
2. Valhöll (live) – 5:28

## Formazione
- Björgvin Sigurðsson – voce, chitarra
- Baldur Ragnarsson – chitarra, cori
- Snæbjörn Ragnarsson – basso
- Þráinn Árni Baldvinsson – chitarra
- Gunnar Ben – tastiere, oboe
- Jón Geir Jóhannsson – batteria